# مقاطعة ديير (تينيسي)
مقاطعة ديير (بالإنجليزية: Dyer County, Tennessee)‏ هي إحدى مقاطعات ولاية تينيسي في الولايات المتحدة. ، وتبلغ مساحتها 1364 كم2، بلغ عدد سكانها 38335 نسمة في عام 2010 حسب إحصاء مكتب تعداد الولايات المتحدة وتصل الكثافة السكانية فيها 28 نسمة/كم2.